# Silicone
 (novembre 2018).

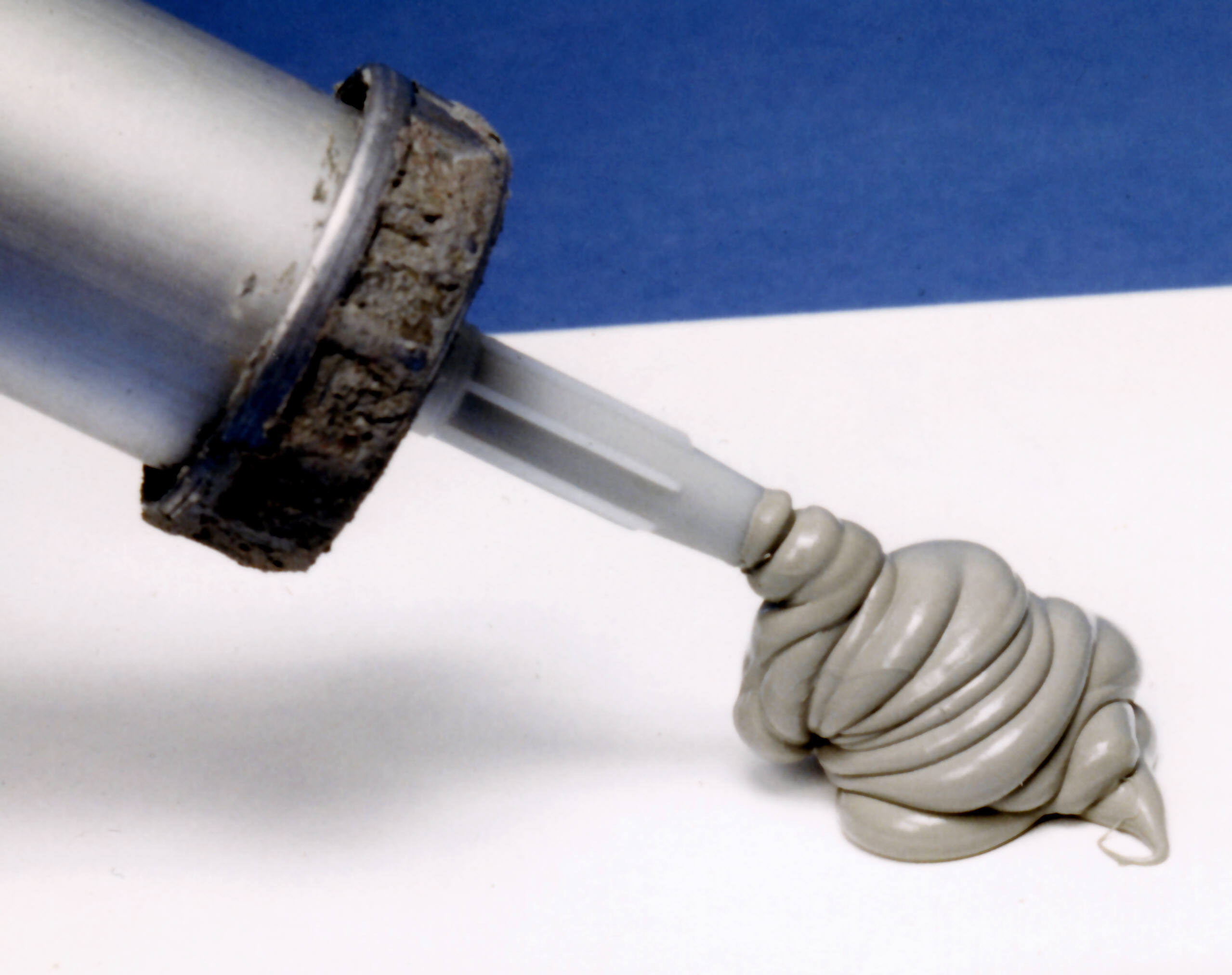
Divers types de mastics à base de silicone sont utilisés pour l'étanchéité à l'air ou à l'eau et comme colle.

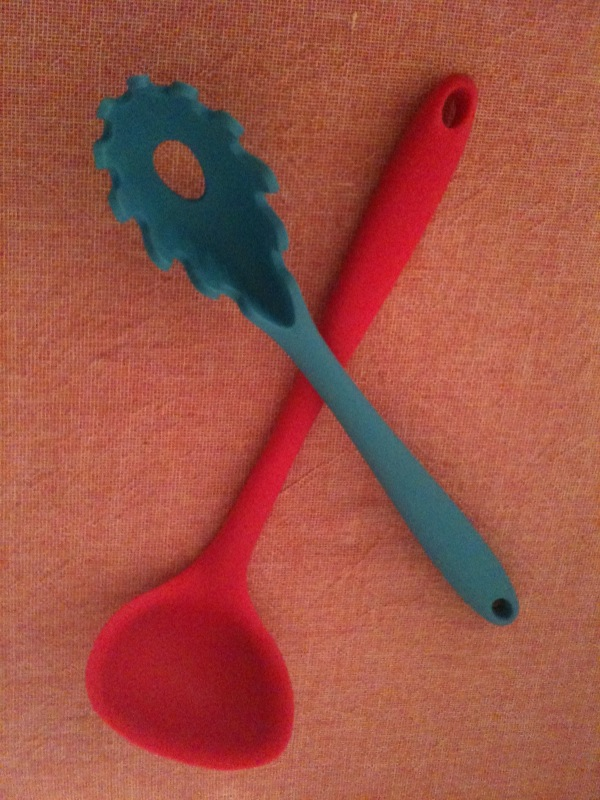
Louche à soupe et louche à pâtes en silicone.

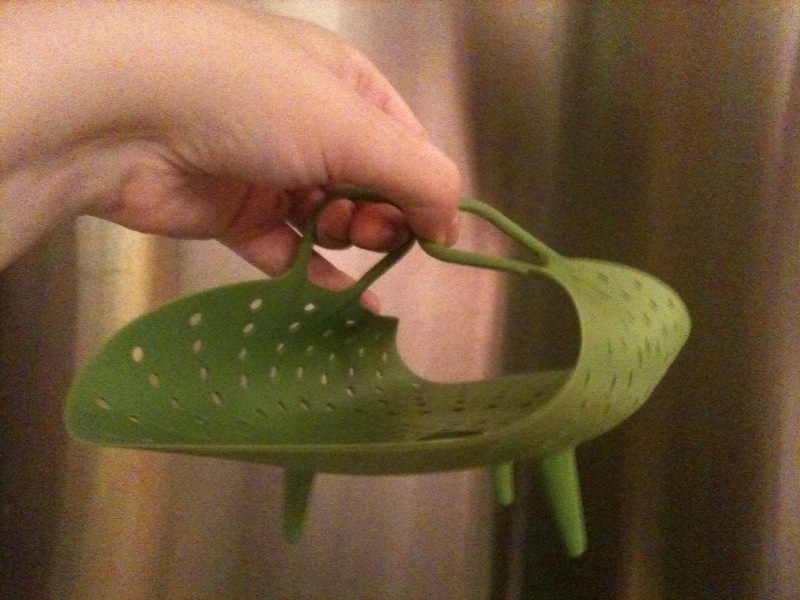
Un cuiseur à vapeur en silicone à placer dans une casserole d'eau bouillante.

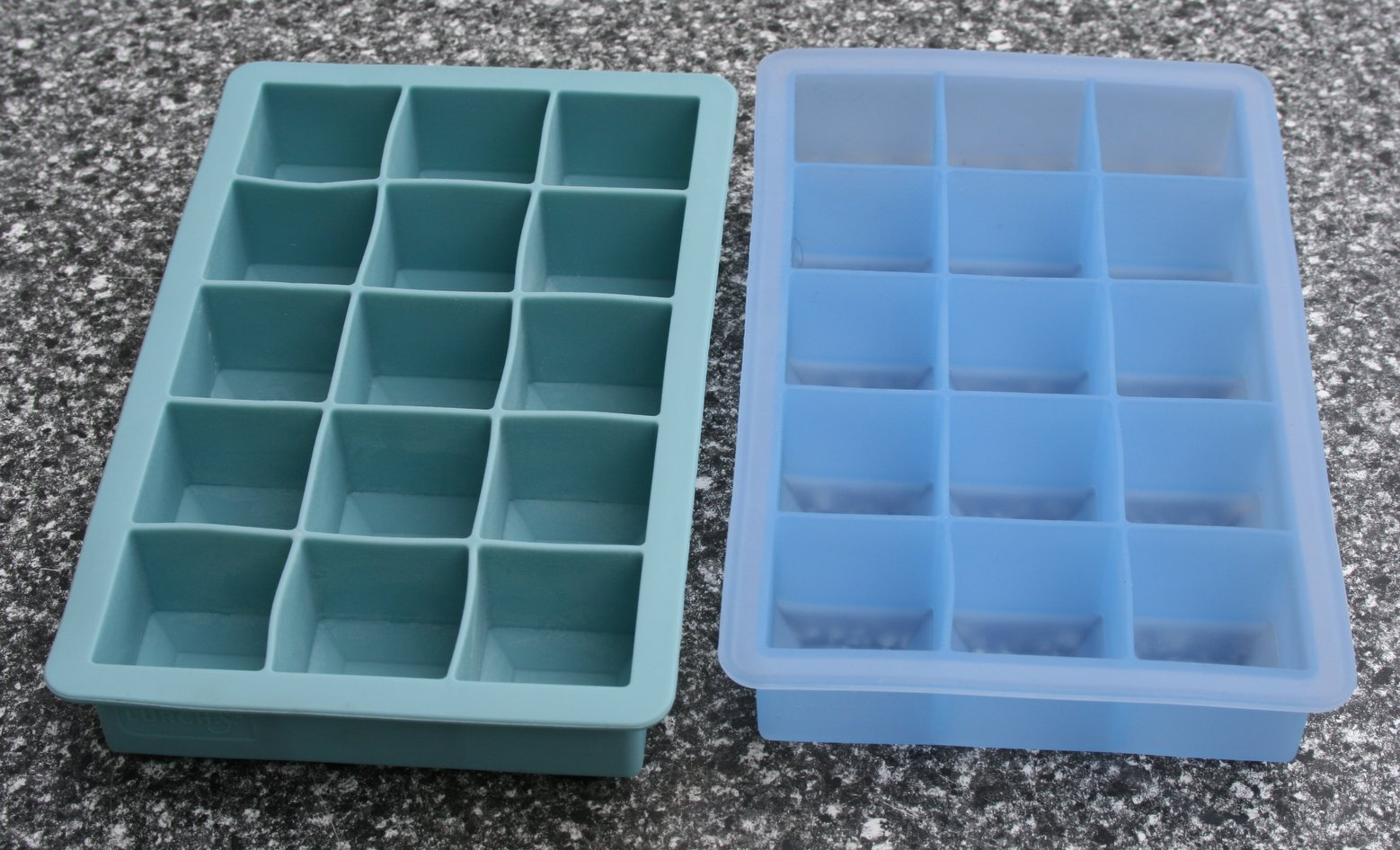
Plateaux à glaçons en silicone.

Les silicones, ou polysiloxanes, sont des composés inorganiques formés d'une chaîne silicium-oxygène ({\displaystyle \sim \sim \sim }-Si-O-Si-O-Si-O-{\displaystyle \sim \sim \sim }) dans laquelle des groupes se fixent sur les atomes de silicium. Certains groupes organiques peuvent être utilisés pour relier plusieurs de ces chaînes. Le type le plus courant est le polydiméthylsiloxane linéaire (PDMS). Le second groupe en importance de matériaux en silicone est celui des résines silicone, formées par des oligosiloxanes ramifiés ou en forme de cage.
Le mot silicone a deux genres. Ainsi dit-on :
- le silicone lorsque l'on parle du polymère tel qu'il est détaillé ci-dessus ;
- et la silicone lorsque l'on se réfère aux composés de silicium de formule générale R2SiO. Ces composés hypothétiques n'ont jamais été isolés[Note 1].

Les erreurs de traduction de l'anglais au français sont fréquentes (faux-amis) :
- silicon (anglais) ⇒ silicium (français) ;
- silicone (anglais) ⇒ silicone (français) ;
- silica (anglais) ⇒ silice (français).

## Utilisations

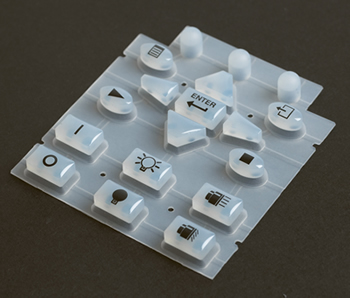
Clavier en caoutchouc de silicone.

Si l'on fait varier les chaînes ({\displaystyle \sim \sim \sim }-Si-O-{\displaystyle \sim \sim \sim }), les groupes fixés et les liaisons entre chaînes, les silicones fournissent une grande variété de matériaux. Leur consistance varie du liquide (huiles, implant mammaire) au plastique dur, en passant par le gel et la gomme. Les silicones sont présents un peu partout dans le quotidien, sous forme de mastics, colles, joints, additifs antimoussants pour poudres lessivielles, cosmétiques, matériel médical, gaines isolantes de câbles électriques hautes températures (sans halogène, ce qui permet de résister à des conditions extrêmes), graisses haute performance, etc.

## Historique
En cherchant à combiner les propriétés de composés de carbone avec celles de composés de silicium, un chercheur de Corning (États-Unis), James Franklin Hyde (en), inventa les silicones en 1938. La société Dow Corning fut fondée en 1943 pour exploiter cette invention qui a débouché sur un grand nombre de résines, de vernis, d'élastomères et autres utilisations.

## Classification

### Nomenclature chimique
La nomenclature des polymères en général est complexe et d'un usage difficile.
Celle des silicones a été simplifiée par l'utilisation des lettres pour représenter des unités monomères mono-, di-, tri- et tétrafonctionnelles.
Nomenclature des silicones :
| Formule | Nom connu          |
| ------- | ------------------ |
| MM      | Dimère             |
| MDM     | Trimère linéaire   |
| MD2M    | Tétramère linéaire |
| D4      | Tétramère cyclique |

### Typologie
- Huile ou gomme (différentes viscosités)
- Résines
- Élastomères (formés à partir des matériaux ci-dessus)
  - Vulcanisables à froid (EVF)
  - Vulcanisables à chaud (EVC)

## Propriétés
Les silicones se distinguent par deux propriétés fondamentales :
1. liaisons Si-O fortes, l'énergie de ces liaisons est supérieure à celle des liaisons C-O ;
  - grande inertie chimique ;
  - bonne tenue aux UV (ultraviolet) ;
  - température de dégradation élevée ;
2. flexibilité de la chaîne polymère ;
  - faible viscosité ;
  - température de transition vitreuse basse ;
  - faible dépendance des propriétés mécaniques (viscosité…) avec la température.

## Fabrication
La matière première est le silicium pur, obtenu à partir du quartz par électrométallurgie. On fait réagir ce silicium dans des réacteurs chimiques avec du chlorure de méthyle (réaction de Rochow), pour obtenir des méthylchlorosilanes, dont le plus important est le diméthyldichlorosilane (DMDCS) ayant pour formule chimique (CH3)2Cl2Si.
Le DMDCS est ensuite hydrolysé pour éliminer le chlore, puis une polycondensation (polymérisation avec élimination d'eau) conduit à la chaîne {\displaystyle \sim \sim \sim }-Si-O-Si-O-Si-O-{\displaystyle \sim \sim \sim }.
Il faut ajuster la longueur de la chaîne, les branchements, et ensuite greffer les fonctions nécessaires à l'utilisation visée.

## Monographie

### Historique
L'historique des silicones résulte de la conjugaison de recherches universitaires et industrielles.

#### Matière première
La matière de base de la chimie des silicones est le quartz, et plus précisément le dioxyde de silicium, SiO2, également appelé silice.
Le nom « silicium » provient du latin silex, silicis : caillou. Le silicium existe dans la nature uniquement sous forme combinée, principalement sous forme de dioxyde de silicium et de silicates. Ils représentent 25,8 % en poids de l'écorce terrestre, ce qui fait du silicium le deuxième élément chimique par son abondance (derrière l'oxygène) et la matière de base la plus importante des matériaux minéraux. Le silicium est présent dans les roches lunaires et dans les météorites.
Depuis les temps historiques les plus reculés, l’humanité emploie des matériaux de construction et des matières contenant du silicium, par exemple les sables, l'argile et les céramiques. L'une des plus anciennes utilisations de la silice a été la fabrication du verre.
Le silicium ne se rencontre pas dans la nature à l'état natif, il n'a été isolé que relativement tard.

#### Recherche académique
Jöns Jacob Berzelius a, le premier, isolé le silicium en 1824 en traitant le fluosilicate de potassium (K2SiF6) avec un excès de potassium métallique. En poursuivant ses recherches, il fit chauffer du silicium dans un courant de chlore, ce qui eut comme effet une combustion vigoureuse. Le produit ainsi obtenu étant le tétrachlorure de silicium, une des matières de base actuelles dans la fabrication des silicones.
Pendant tout le XIXe siècle, des chimistes se sont intéressés à la chimie de « […] substances dans lesquelles le silicium jouait le même rôle dominant que celui que joue le carbone dans les composés organiques » (F. Wöhler). On compte parmi eux des noms aussi célèbres que Persoz, Ebelman, Wöhler, Friedel et Crafts. Tous ces travaux n'avaient cependant conduit à aucune réalisation industrielle.
La première moitié du XXe siècle a vu augmenter le nombre de chercheurs dans le domaine des dérivés organiques du silicium. Stock, Moissan, Smiles, Renning et d'autres purent préparer des composés de silicium en passant par l'intermédiaire de siliciure de magnésium (SiMg2) et d'un acide. Mais c'est F.S. Kipping qui effectua l'avancée académique la plus importante, démontrant qu'il n'existait aucune preuve que la chimie du silicium était réellement semblable à celle du carbone.
En effet après huit ans de travail, il put démontrer qu'un atome de silicium asymétrique est incapable de dévier la lumière polarisée. De même il arriva à la conclusion que le silicium ne présente pas de doubles liaisons avec le carbone ni avec l'oxygène, (affirmation récemment mise en cause par Chojnowski).
Kipping découvrit que la réaction de Grignard (voir plus loin) constituait un moyen très efficace de fixation des groupes organiques au silicium et que dans certains cas on arrivait même à rompre la liaison -Si-O-Si-.
Jusqu'à 1940, peu de travaux se rapportent aux composés de poids moléculaire élevé : la formation d'huiles visqueuses avait été signalée, mais ces produits avaient été obtenus plutôt par accident que volontairement et, de ce fait, n'avaient jamais été étudiés systématiquement. À la décharge de ces chercheurs, il faut dire que la chimie des polymères était encore à ses balbutiements, car il a fallu attendre 1930 pour voir définis les principes de la polymérisation. Rien à l'époque ne pouvait inciter le chercheur à supposer que ces produits indésirables avaient une grande importance pratique.

#### Recherche industrielle
Les travaux de Staudinger sur les macromolécules ont bouleversé les habitués d'une chimie classique qui reposait sur l'isolement par distillation ou recristallisation des composés purs ; ils ont ouvert la voie à l'ère des plastiques, qui commencent petit à petit à devenir des produits du commerce.
Certains de ces produits étaient transparents et les fabricants de verre ont tout de suite prévu la concurrence. Ainsi, la Corning Glass Works s'est tout de suite intéressée aux hauts polymères renfermant à la fois des constituants organiques et inorganiques, perçus comme des polymères hybrides à mi-chemin entre le verre et le plastique.
La première application de ces produits a été la substitution des liants résineux dans la fabrication de rubans de fibres de verre utilisés dans l'isolation électrique, mais pour exploiter au maximum les qualités de ces rubans, on reconnut la nécessité de leur conférer une bonne sensibilité à la chaleur. Les propriétés de ces nouveaux produits ont beaucoup intéressé la General Electric Co, au point de créer un nouveau laboratoire de recherches sous la direction du Dr Rochow. En 1943, la Corning Glass Works et The Dow Chemical Company s'entendirent pour financer la création de la Dow Corning Corporation, une co-entreprise dont chacune détenait 50 % du capital, et dont la direction scientifique fut confiée au Dr McGregor.
La Seconde Guerre mondiale a dopé les recherches dans ce type de produits aux propriétés inconnues jusqu'alors, destinés en priorité aux forces armées. Les fluides silicone, très stables et isovisqueux, fabriqués encore en faibles quantités, furent utilisés pour le garnissage des dispositifs amortisseurs d'appareils très sensibles, utilisés par l'aviation militaire. Plus tard, les circuits d'allumage des moteurs d'avions ont été isolés par des graisses silicone, et apparurent les premiers antimousses.
Une collaboration étroite entre l'armée et l'industrie facilitera ces rapides progrès.
Enfin en 1945, Dow Corning et General Electric annoncèrent simultanément la mise au point d'un caoutchouc silicone conservant ses propriétés à des températures auxquelles les caoutchoucs organiques ne sont pas utilisables.
Avec la fin de la guerre, les besoins de l'armée diminuèrent brusquement, mais la diversité des applications possibles de ces produits permit des débouchés importants dans l'industrie civile ; par exemple, comme agents de démoulage, produits de polissage, lubrifiants, fabrication de vernis, imperméabilisation de tissus. Ce développement entraîna une diminution des prix, et donc l'ouverture de domaines d'emploi nouveaux exigeant une production encore plus grande ; depuis lors, le cycle se répète.

#### Propriété industrielle
Du fait de la guerre, le développement de l'industrie des silicones en Europe s'est trouvé très retardé. Cependant Rhône-Poulenc en France et Bayer en Allemagne avaient commencé des recherches ce qui leur permit de commencer à fabriquer dès la fin de la guerre.
Toutefois la gestion des brevets de fabrication des silicones étant particulièrement complexe, ces firmes et d'autres industriels dans plusieurs pays d'Europe et au Japon décidèrent de se rendre acquéreurs de licences de procédés de fabrication de General Electric et Dow Corning de façon à bénéficier de l'expérience américaine.
Tableau no 1 : Cession de licences industrielles en Europe
| Pays        | Dow Corning          | General Electric |
| ----------- | -------------------- | ---------------- |
| France      | Saint-Gobain         | Rhône-Poulenc    |
| Allemagne   | Wacker               | Bayer            |
| Royaume-Uni | Silicone Engineering | Blackburn        |
| Japon       | Toray                | Toshiba-Shinetsu |

Fin 2006, l'activité de production de silicones de General Electric et les parts que celle-ci possédait dans la coentreprise avec Bayer et avec Toshiba ont été regroupées et cédées à un holding financier, Apollo. Le nouvel ensemble a pris le nom de Momentive Performance Materials.
En 2001, le groupe de chimie français Rhône-Poulenc est scindé, l'activité pharmacie contribue à la création de Aventis et la partie chimie donne naissance au groupe Rhodia. Début 2007, l'activité silicones de Rhodia a été vendue à China National BlueStar Corporation, une grande société d'État chinoise. Rhodia Silicones devient Bluestar Silicones.
Dans les pays de l'Est, les recherches sur les dérivés organiques du silicone ont été placées sous la direction d'organismes officiels, mais ils ont eu du mal à combler le retard accumulé pendant toute la première moitié du XXe siècle. Bien que les chercheurs russes eurent très tôt eu la prescience de l'intérêt industriel que pourraient présenter ces composés, le manque de magnésium en Russie interdisait les fabrications suivant la méthode de Grignard.

### Approche chimique

#### Définition
Un silicone peut être défini comme un composé qui contient les éléments silicium et oxygène et des groupes organiques, le silicium étant présent en proportion suffisante pour affecter les propriétés du produit de façon sensible.
L'expression « silicone » a initialement été appliquée à tout composé dans lequel il y a présence de silicium, chaque atome de silicium étant entouré de deux atomes d'oxygène et deux atomes de carbone. Au fur et à mesure que l'étude de ces produits s'est développée, cette expression a peu à peu pris un sens plus général.

#### Nomenclature
Parallèlement, une nomenclature a été créée en vue de faciliter la définition des silicones. La nomenclature des polymères en général est complexe et d'un usage difficile, celle des silicones a été simplifiée par l'utilisation des lettres M, D, T et Q pour représenter des unités monomères mono-, di-, tri-, et tétrafonctionnelles.
Figure no 1 : Nomenclature des silicones[Laquelle ?]
Le tableau no 2 donne quelques indications pour l'utilisation de cette nomenclature.
Tableau no 2 : Nomenclature des silicones
| Formule | Nom connu          |
| ------- | ------------------ |
| MM      | Dimère             |
| MDM     | Trimère linéaire   |
| MD2M    | Tétramère linéaire |
| D4      | Tétramère cyclique |

Substituants organiques :
- M : aliphatique.
- M': aromatique.

#### Structure
Les chaînes siloxanes sont très flexibles et la rotation autour de l'axe Si-O est très facile, spécialement avec des substituants de petite taille. La rotation est également possible autour de l'axe Si-C pour les silicones méthyliques.
Les caractéristiques des liaisons figurent dans le tableau no 3.
Tableau no 3 : Caractéristiques des liaisons
| Liaison     | Angle (°) | Longueur (pm) |
| ----------- | --------- | ------------- |
| C - Si - C  | 112       | 188           |
| Si - O - Si | 143       | 163           |
| O - Si - O  | 110       | 163           |
| C - C (?)   | 110       | 153           |

De ceci résulte une grande liberté de mouvement des chaînes polymères, avec des distances intermoléculaires importantes et de faibles interactions.

#### Du sable au polymère
La première opération, dans la préparation d'un silicone, est la fabrication du silicium. Le dioxyde de silicium SiO2 est réduit à l'état de silicium par chauffage au four électrique, en présence de carbone.
Le silicium se présente sous la forme d'un corps solide, gris noir, ayant un reflet métallique. S'il est inerte à la température ordinaire, il se combine facilement à l'oxygène aux températures élevées.
Figure no 2 : Transformations chimiques de la silice[Lesquelles ?]
Il est donc nécessaire de transformer le silicium en substance réactive et volatile pour obtenir des composés qu'on fera encore réagir pour produire les silicones du commerce.
La figure no 2 représente schématiquement la préparation des silicones.
Les intermédiaires réactionnels potentiels peuvent avoir diverses fonctions réactives, mais les seuls utilisés industriellement sont les méthylchlorosilanes.

#### Méthylchlorosilanes
Les méthylchlorosilanes sont la matière de départ des méthylsilicones. Industriellement, ils sont fabriqués par réaction du chlorure de méthyle avec le silicium.
L'opération se réalise dans un système à lit fluidifié. Le silicium métallique est broyé et mélangé avec du cuivre en fines particules. Le chlorure de méthyle à l'état liquide est vaporisé sous pression et diffusé à travers le lit à des vitesses importantes. Les pourcentages de conversion sont significatifs pour des temps de séjour brefs, avec 5 - 10 % de cuivre métallique. L'effet catalytique du cuivre dans cette réaction est dû à l'action oxydante du chlorure de méthyle sur le cuivre, combiné au pouvoir réducteur du silicium vis-à-vis des sels de cuivre.
Le produit recherché est le diméthyldichlorosilane, et il est obtenu avec des rendements supérieurs à 50 %. Il est séparé des autres produits de la réaction par distillation. La sélectivité de la réaction est déterminée par le rapport entre le méthyltrichlorosilane et le diméthyldichlorosilane (T/D) : il doit être de l'ordre de 0,1 - 0,2.
La production de chaque composé ne pouvant pas être contrôlée, on procède à des interconversions afin de répondre à la demande.
À l'équilibre, le mélange contient environ 70 % du produit recherché.
La liaison silicium-chlore est stable à la chaleur, mais réagit vivement avec l'ammoniac, l'eau, l'alcool, les acides organiques et les réactifs contenant des groupes hydroxyle : ils peuvent être hydrolysés par l'humidité de l'air pendant la réaction de formation avec libération de HCl et formation d'un gel polymère. Le danger est alors triple car, outre les effets toxiques et corrosifs, on assiste à la conjugaison d'une surpression due au bouchage des tuyaux par le gel et à une augmentation de la température en raison de l'exothermie de l'hydrolyse. Tout, dans le procédé industriel (réacteurs hermétiques en acier, diamètre des tuyaux, etc.) est fait pour que ceci ne se produise pas.
Le chlore est facilement remplacé par divers groupes organiques ; cette haute réactivité, en même temps que la facilité avec laquelle les méthylchlorosilanes peuvent être obtenus, sont les raisons de leur grand intérêt dans la synthèse des silicones.

#### Polycondensation par hydrolyse
De manière courante, les oligomères et polymères silicone sont formés par réaction d'un organohalogénosilane et l'eau.
La réaction de bilan est la suivante[Laquelle ?] :
La première étape est l'hydrolyse du chlorosilane en silanols, lesquels se condensent rapidement en siloxanes.
Les polydiméthylsiloxanes (PDMS) constituent de loin le plus grand volume d'homopolymères produit aujourd'hui.
La masse molaire est contrôlée par l'addition des monomères finisseurs de chaîne qui peuvent être réactifs ou pas. Le monomère non réactif le plus utilisé est le chlorure de triméthylsilyle.
Les groupes réactifs terminaux ont pour but de pouvoir réticuler postérieurement les chaînes par condensation (groupes amine, alcoxyle, hydroxyle, acétate, oxime, silanol, etc.) ou radicalairement (groupes vinyle…).

#### Propriétés générales
Le polydiméthylsiloxane à terminaisons triméthylsiloxy est le silicone le plus fabriqué. Il est utilisé en tant que produit fluide, pâteux ou sous forme d'élastomère réticulé.
Du fait des faibles forces intermoléculaires, les polymères ont toujours des points d'ébullition et des températures de transition vitreuse très bas et, dans des conditions normales, ils ne cristallisent pas. La liberté de rotation autour de la liaison siloxane confère aux chaînes siloxane une grande flexibilité, et en comparaison aux autres polymères, des faibles changements des propriétés physiques avec la masse molaire et la température.
Les PDMS de faible masse molaire sont des fluides newtoniens (la viscosité ne varie pas avec le taux de cisaillement), mais deviennent non newtoniens lorsque la masse molaire augmente. Une particularité rhéologique intéressante est l'effet pratiquement négligeable de la température sur la viscosité, ce qui leur a valu d'être utilisés préférentiellement aux fluides hydrocarbonés.
La grande aptitude à la compression (on parle ici de déformation sur un axe, compensée à l'opposé sur les autres axes, sans évolution de volume) a été de suite mise en valeur par l'utilisation des silicones comme produits absorbeurs de chocs (12 à 15 % de compression contre 8 % pour les autres huiles minérales à 200 MPa).
Ils ont également d'excellentes propriétés diélectriques, une grande résistance à la température mais présentent une plus importante perméabilité aux gaz que les autres polymères.
La caractéristique principale des silicones est leur faible énergie de surface. Ceci est la base de leur application comme agents antimousse, lubrifiants, agents démoulant ou antiadhésifs. Ils présentent une composante dispersive unique de l'énergie de surface de l'ordre de 18-22 mJ·m2.
L'ensemble de ces propriétés fait des silicones en général, une famille de polymères complètement différente des polymères organiques.

### Les deux méthodes industrielles d'obtention des produits de base
Comme indiqué dans le chapitre précédent, la préparation des silicones polymères comporte, en premier lieu, la préparation des organohalogénosilanes, puis l'hydrolyse d'un mélange approprié de ces corps et enfin la condensation (via un catalyseur) des polymères pour terminer l'édification des molécules recherchées.
Un choix entre les méthodes de préparation n'intervient que pour le premier stade, le second et le troisième étant généralement atteints d'une seule manière, quel que soit le mode d'obtention des intermédiaires. Le problème revient donc, au point de vue synthétique, à la préparation des chlorosilanes méthylés, puisqu'ils sont les plus importants et les seuls intermédiaires demandés pour les produits industriellement élaborés.

#### Méthode de Grignard
La solution la plus directe consisterait à adapter les méthodes classiques de synthèse au laboratoire à l'échelle industrielle, c’est-à-dire la méthode de Grignard. Pour préparer le diméthylsilicone à partir du chlorure de méthyle on aurait successivement :
En remontant aux matières premières brutes, il faut compter aussi l'obtention du sable, le coke, le chlore, le méthane (ou le méthanol) et le magnésium, dont le choix de préparation est ordinairement déterminé par des conditions locales et n'intervient pas dans les considérations générales relatives à la méthode.
Tout le procédé de Grignard peut être résumé en une seule équation[Laquelle ?] :
il en ressort que le poids des corps auxiliaires comme le chlore ou le magnésium est 4,5 fois celui de la méthylsilicone. Si on veut les récupérer, on aurait à consommer une énergie électrique considérable.
La méthode de Grignard est un processus de substitution conduisant à un mélange de produits. Le rendement théorique de 70 % en produit principal est réduit à 50 % dans des conditions de distillation industrielles.
Sur les bases précédentes, la fabrication complète d'un silicone polymère par cette méthode peut être schématisée par le diagramme de la figure no 3.
Le procédé de Grignard présente l'avantage de pouvoir être appliqué à la préparation d'autres organochlorosilanes. Simultanément, les objections bien connues qui se concentrent sur la manipulation des réactifs magnésiens, instables et trop actifs subsistent à l'échelle industrielle.
Du point de vue économique, les principaux inconvénients sont :
- la multiplicité des opérations ;
- l'obligation d'utiliser, comme source de silicium, le tétrachlorure de silicium ou du silicate d'alkyle, dont les teneurs en silicium sont inférieures à 15 %.

Ces objections ne constituant pas d'obstacles insurmontables à l'exploitation industrielle de la méthode, mais elles la handicapent considérablement.
Figure no 3 : Méthode de Grignard[Laquelle ?]

#### Méthode directe ou de Rochow
Sous ce titre on connait un autre procédé convenant à la fabrication des dialcoyldichlorosilanes. Cette méthode est le fruit des travaux entrepris pour préparer des composés organosilicés en s'affranchissant des méthodes classiques de substitution utilisant les réactifs de Grignard. En principe, ce procédé repose sur l'action des carbures halogénés sur le silicium libre pour obtenir des mélanges d'alcoylhalosilanes de formule générale Ra-Si-Xb où a + b = 4. Comme indiqué dans le chapitre précédent, le cuivre est employé comme catalyseur.
En adoptant les mêmes conventions sur les matières premières que dans la discussion de la méthode Grignard, les étapes sont[Lesquelles ?] :
Ces phases peuvent être résumées dans une équation unique[Laquelle ?] :
Il est évident que ce procédé est plus simple que la méthode de Grignard, du point de vue des matières premières et des opérations chimiques. On ne consomme pas de chlore, car l'acide chlorhydrique libéré par l'hydrolyse du diméthyldichlorosilane est consommé, dans sa totalité, au cours de sa réaction avec le méthanol. À ce stade de l'étude nous voyons déjà deux avantages par rapport à la méthode précédente :
- pas de consommation d'énergie électrique pour reconversion du HCl ;
- pas de cycle du magnésium.

Le pourcentage de cuivre est de l'ordre de 10 % en poids, et on le retrouve intégralement lorsque le silicium est consommé. Sa récupération est en théorie possible, mais étant donné sa valeur minime, il faut s'en tenir à la simplicité du procédé.
La figure no 4 montre les transformations des matières premières conduisant à la méthylsilicone à partir du méthanol.
Figure no 4 : Méthode directe[Laquelle ?]
D'autres alkylchlorosilanes peuvent également être préparés par cette méthode[Laquelle ?] :

#### Sélectivités
La méthode de Grignard est un processus de substitution conduisant à un mélange de 5 produits : SiCl4, RSiCl3, R2SiCl2, R3SiCl et R4Si, la proportion de chacun dans le mélange étant fonction du rapport molaire du réactif magnésien au CCl4.
Le produit recherché est le diméthyldichlorosilane. SiCl4 et RSiCl3 peuvent être séparés et recyclés en vue d'une alcoxylation subséquente pour augmenter le rendement, les autres composés doivent être séparés du mélange et éliminés, à moins de les réserver à des usages spéciaux.
La méthode directe est moins souple. Comme dans le cas précédent, elle fournit un mélange de méthylchlorosilanes, mais dans des conditions appropriées, le produit recherché est le constituant principal. Cependant, dans la synthèse directe il n'est pas possible de recycler et, par suite, toute transformation nécessite des opérations supplémentaires. Éventuellement, les produits minoritaires peuvent être recyclés pour la méthode de Grignard.
En ce qui concerne la fabrication des alcoysilanestrichlorés, il suffit d'écrire une seule équation pour s'apercevoir que la méthode directe ne convient pas pour la fabrication en grand.
Pour une molécule de trichlorosilane produite, on consomme 3 molécules de chlorure de méthyle. En pratique, il se forme en petite quantité dans la réaction directe et la proportion augmente lorsque la température s'élève.
Ce produit étant utilisable en quantité réduite dans les siloxanes polymères à liaisons transversales, celui qui est produit par le procédé direct peut être absorbé en totalité.

#### Pratique industrielle
Industriellement, la méthode directe est la seule actuellement utilisée.
Figure no 5 : Méthode industrielle de fabrication des silicones[Laquelle ?]
Cette méthode permet, à partir d'un nombre limité de composants et opérations chimiques, d'arriver à une infinité de composants aux applications diverses. La figure 5 montre l'obtention de ces principaux produits.
Les opérations nécessaires pour la transformation des intermédiaires en polymères (distillation, hydrolyse, condensation, etc.) sont classiques et absolument identiques quelles que soient les méthodes suivies pour les fabriquer.
Le premier problème posé est celui de la distillation. Les points d'ébullition des intermédiaires tri et di-chlorés étant 66 °C et 70 °C, leur séparation par rectification est difficile. Non seulement le pouvoir déphlegmateur de la colonne doit être élevé, mais il faut tenir compte des propriétés chimiques des corps à distiller : toutes les manipulations doivent s'effectuer à l'abri de l'humidité, car le HCl potentiellement libérable peut corroder les métaux couramment employés dans le génie chimique.
L'opération d'hydrolyse comporte la manipulation de HCl, aqueux ou gazeux : l'emploi d'un appareillage capable de résister à son action corrosive est un impératif.
Le traitement ultérieur des polymères est plus simple, du point de vue de la chimie industrielle : l'appareillage utilisé est commun à tous les élastomères.

#### Grandes familles
L'approche réalisée jusqu'à maintenant a permis d'apercevoir les nombreuses possibilités d'élaboration de matériaux que la chimie des siloxanes peut offrir. En effet, et suivant la nature des groupes réactionnels introduits dans la chaîne, leurs quantités, etc., on peut obtenir des produits inertes, réactifs, réticulables, etc.
Généralement on s'accorde à regrouper l'ensemble de ces produits en trois grandes familles :
- les fluides ;
- les résines ;
- les élastomères ;

suivant leurs états physiques (viscosité, pourcentage de réticulation, propriétés mécaniques).
Les fluides sont des systèmes linéaires de PDMS, dans lesquels, le nombre d'atomes de silicium dans la chaîne peut être supérieur à 1 000. Comparées aux huiles minérales, ils ont une viscosité constante dans une large plage de températures. Les fluides se caractérisent par une structure hélicoïdale et un pouvoir d'étalement élevé qui s'accompagne de la possibilité de développer des propriétés spéciales comme l'hydrophobie ou l'effet antimousse. De même, les groupes méthyle étant apolaires et non associables, les chaînes glissent les unes sur les autres pour s'étaler en couches extrêmement minces. Leur caractère inerte peut être modifié en introduisant des groupes réactifs.
Les résines sont des chaînes siloxane s'étendant des produits intermédiaires aux résines de poids moléculaire élevé et de structure fort variable. Toutes les résines ont un point commun : leur haut degré de réticulation. Les produits intermédiaires ouvrent de multiples possibilités d'association à des résines organiques pour former des copolymères. La réticulation se déroule à température élevée sur une durée assez prolongée au cours de laquelle la résine passe par une phase thermoplastique.
Les élastomères présentent de bonnes propriétés élastiques après une vulcanisation (partielle) de leurs chaînes.

#### Élastomères silicone
Certaines réactions dans lesquelles un groupe silanol et un autre siloxane contenant un groupe Si-X, sont mis en jeu, ont été spécialement étudiées pour la formulation d'élastomères silicone. Les macromolécules ainsi formées ont des propriétés spécifiques, mais la préparation de matériaux polymères ayant des propriétés mécaniques améliorées (élasticité, notamment), nécessite la modification des silicones linéaires préalablement mélangées avec des charges renforçantes.
L'élasticité caoutchouteuse correspond à une déformation aisée des macromolécules due à une grande liberté de rotation autour des liaisons Si-O. Lorsqu'un caoutchouc étiré retourne à son état initial, chaque macromolécule retrouve sa forme la plus probable correspondant à l'entropie la plus élevée ; l'état étiré, plus organisé, correspond à une entropie plus faible.
Ce retour suppose que lors de l'étirage, il n'y ait pas eu de glissement des chaînes macromoléculaires les unes par rapport aux autres. Dans ce cas, il y a une déformation permanente ; pour l'éviter on réticule les chaînes : c'est l'opération de vulcanisation.
L'opération de vulcanisation consiste donc à créer un certain nombre de liaisons covalentes entre les chaînes élastomères (pontage) de façon à former un réseau tridimensionnel et empêcher ainsi le fluage, ce qui se produirait inévitablement lors d'une contrainte.
Les élastomères silicone sont généralement classifiés suivant la forme de vulcanisation employée.

##### Élastomères vulcanisables à chaud
Les élastomères silicone vulcanisables à chaud sont composés par des chaînes PDMS linéaires du type :
Un certain pourcentage de groupes méthyle peut être substitué pour conférer à l'élastomère des propriétés meilleures. Ainsi, des groupes vinyle améliorent la vulcanisation et la déformation permanente après compression, des groupes phényle ou éthyle peuvent augmenter la flexibilité à basse température, des groupes trifluoropropyle sont censés accroître la résistance aux solvants.
La vulcanisation, de type radicalaire, est réalisée en quelques minutes à des températures supérieures à 110 °C, à l'aide d'un ou de plusieurs peroxydes organiques (peroxydes de benzoyle et de dicumyle pour les cas les plus simples) en faible proportion (1 à 2 %). Le mécanisme de vulcanisation comporte la formation de ponts éthylène par création de radicaux sur des groupes méthyle. Lorsque le polymère contient un faible pourcentage de groupes vinyle (< 1 %), le radical peroxyde attaque la double liaison pour donner un radical qui conduit à la vulcanisation. Dans tous les cas, il est souvent nécessaire de prolonger la vulcanisation par une post-cuisson de quelques heures à température élevée (150 à 200 °C).
La composition typique d'un élastomère silicone vulcanisable à chaud est donnée dans le tableau no 4.
Tableau no 4 : Formulation type d'un élastomère silicone vulcanisable à chaud
| Composant                        | pce |
| -------------------------------- | --- |
| PDMS                             | 100 |
| Charge renforçante (silice)      | 30  |
| Charge non renforçante           | 70  |
| Additifs divers (dont peroxydes) | 10  |
| Pigments                         | 1   |

De manière générale, ce type de produits se présentent sous forme d'un seul composant, mais afin de prévenir une éventuelle évolution du mélange, il est possible d'obtenir des systèmes dans lesquels le peroxyde est ajouté au moment de l'utilisation. Commercialement on trouve aussi des dispersions dans un solvant comme le xylène pour diminuer la viscosité du produit.

##### Élastomères vulcanisables à froid
Les élastomères silicone vulcanisables à froid (EVF) s'appellent aussi « RTV silicone » (en anglais : Room Temperature Vulcanization).
Ces élastomères silicone peuvent se présenter sous deux formes différentes. La vulcanisation des produits monocomposants est déclenchée par l'humidité de l'air. Celle des produits bicomposants se réalise après mélange des deux composants, l'un d'entre eux contenant le catalyseur ; les deux composants étant conditionnés séparément.
Les élastomères bicomposants vulcanisables à froid se présentent en deux parties, appelées A et B. Dans ce type d'EVF, l'agent de réticulation doit être ajouté au polymère de base juste au moment de son utilisation. Généralement, il s'agit d'un silicate alcoyle tétrafonctionnel en présence d'un catalyseur organostanneux. Le mécanisme de la vulcanisation est le suivant :
La réaction est complète au bout d'une journée, mais comme elle est peu sensible à l'influence de la température, il est inutile de travailler au-delà de 40 à 50 °C. En revanche, elle peut être accélérée par addition d'un sel de platine ; la substitution d'un certain nombre de groupes méthyle par des groupes vinyliques accélère cette réaction.
Contrairement au premier cas, cette réaction d'addition est très sensible à la température. Pour cette raison, on les qualifie d'élastomères « à prise accélérable à chaud ». Le temps nécessaire pour obtenir un film complètement vulcanisé est d'environ une journée à température ambiante, mais passe à une heure lorsque la température atteint 150 °C.
Différentes charges et additifs peuvent être ajoutés pour obtenir les propriétés désirées, mais des tests de compatibilité préalables doivent être effectués afin de prévoir l'empoisonnement du catalyseur. Celui-ci est généralement incorporé dans la partie A de l'EVF avec le PDMS contenant des fonctions vinyliques et le polysiloxane servant d'agent de vulcanisation est conditionné dans la partie B. Suivant les propriétés attendues, les proportions des deux parties peuvent énormément varier ; il est donc extrêmement difficile de fournir une formulation type des EVF bicomposants.
Cette catégorie d'élastomères silicone se caractérisent pour avoir une adhérence nulle sur pratiquement toutes les surfaces, d'où leur emploi pour la fabrication de moules flexibles. Néanmoins, on peut obtenir une certaine adhésion par utilisation de primaires d'accrochage.
Les élastomères monocomposants vulcanisables à froid sont réticulés par condensation. Comme son nom l'indique, ils se présentent en un seul constituant et de ce fait sont prêts à l'emploi.
La totalité des compositions élastomères vulcanisables à température ambiante contiennent les composants suivants: un polysiloxane a-w hydroxylé; un agent réticulant du type R-Si-X3 ou Si-X4, dans lesquels le groupe X peut être hydrolysé ; une charge renforçante, généralement la silice ; un accélérateur, par exemple un sel métallique ; des additifs divers (colorants, fongicides, etc.).
Le « catalyseur » de la réticulation est extérieur, puisqu'il s'agit de l'humidité de l'air. La réticulation démarre donc, dès que le produit se trouve au contact de l'air et elle se propage de l'extérieur vers l'intérieur; elle est cependant relativement lente car la vitesse de diffusion de la vapeur d'eau à travers la masse est faible.
Le principe chimique de réticulation est le même quel que soit le groupe hydrolysable :
La nature chimique de X peut être très variée. Les premières et les plus utilisées des formulations monocomposantes présentent, comme groupe hydrolysable un système acétoxysilane, mais des groupes alcoxy, amino, amido, etc., peuvent également être utilisés.
La réaction entre un polysiloxane à terminaisons silanol et un agent réticulant méthyltriacétoxysilane a été déjà protégée en 1957 par le brevet allemand no 1.121.329 de Rhône-Poulenc. La composition ainsi décrite restait stable pendant un stockage de plusieurs mois dans une atmosphère confinée mais réticulait en atmosphère humide en quelques heures. La condensation peut être catalysée par des sels métalliques et plus particulièrement d'étain et de titane ou des mélanges des deux.
Industriellement, le groupe triacétoxy est amené de la manière suivante :
- Vi : CH2=CH-…
- Ac : CH3-CO-…

La vulcanisation se réalise par hydrolyse des groupes acétoxyloxysilane sous l'action de l'humidité atmosphérique : le silanol formé condense avec un autre groupe acétoxyloxysilane. Pour accélérer substantiellement la vulcanisation, on introduit des produits qui dégagent de l'eau par réaction avec l'acide acétique.
Le tableau no 5 fournit la formulation-type d'un EVF monocomposant.
Tableau no 5 : Composition-type d'un EVF monocomposant
| Composant                            | pce   |
| ------------------------------------ | ----- |
| Base PDMS                            | 100   |
| Charges renforçantes                 | 20    |
| Adjuvants et pigments                | 15    |
| Vulcanisateur méthyltriacétoxysilane | 5     |
| Accélerateur                         | 1,665 |

### Propriétés et applications des élastomères silicone
Comme on a pu le constater, uniquement une petite partie des polysiloxanes fabriqués est employée en tant qu'élastomère. Or, étant donné les énormes possibilités de modification chimique et physique faisant varier leurs propriétés, leurs domaines d'application sont très variés.

#### Propriétés
Les vulcanisats silicone font preuve d'une stabilité vis-à-vis des acides dilués et des alcalis, de même que vis-à-vis des solvants polaires. Ils possèdent une stabilité remarquable aux intempéries et au vieillissement. À titre d'exemple on peut citer l'estimation qui figure dans le tableau no 6.
Tableau no 6 : Estimation de la durée de vie d'un élastomère silicone
| Température (°C) | Durée de vie (années) |
| ---------------- | --------------------- |
| 90               | 40                    |
| 150              | 5-10                  |
| 200              | 2-5                   |
| 250              | 0,25                  |
| 315              | 0,04                  |

Également ils ont une stabilité thermique prononcée. Des températures pouvant atteindre 180 °C n'altèrent pratiquement pas leur élasticité ; mais il faut veiller à ne pas soumettre le caoutchouc silicone à une contrainte de chaleur avant que la vulcanisation ne soit totalement terminée. Ils restent élastiques jusqu'à environ −50 °C, mais à plus basse température, ils perdent une grande partie de leur flexibilité.
À température ambiante, ils ont des propriétés électriques comparables à celles d'autres matériaux isolants, mais ils possèdent l'avantage de les conserver dans une large plage de températures. En brûlant, ils donnent une structure non conductrice d'où leur emploi dans des appareils électriques.
Certaines propriétés intrinsèques des élastomères silicone peuvent être modifiées ou améliorées par ajout d'additifs spécifiques. Une des propriétés la plus communément souhaitée est l'adhésivité sur des supports de nature différente. Ainsi, on a pu relever les additifs qui figurent dans le tableau no 7 servant à améliorer cette adhésivité.
Tableau no 7 : Additifs pour formulations d'élastomères silicone
| Additif                 | Support          |
| ----------------------- | ---------------- |
| Si(OR)x (OCOR')x        | Aluminium        |
| Sels de zirconium       | Aluminium, acier |
| Époxysilanes            | Verre, métaux    |
| Méthyléthylsilicate     | Métaux, PVC      |
| Autres résines silicone | Métaux           |

Les silicones présentent, en moyenne, une perméabilité aux gaz à température ambiante 10 fois supérieure à celle du caoutchouc naturel, mais s'en rapprochent vers 100 à 150 °C. Suivant la nature du gaz, des remplacements de certains groupes méthyle peuvent être envisagés.
Tableau no 8 : Perméabilité des élastomères silicone
Type de silicone - Perméabilité à 25 °C en mmol m−1 s−1 GPa
| Nom        | CO2 | O2  | N2 |
| Méthylique | 1,1 | 200 | 93 |
| Aromatique | 250 | 42  | 16 |
| Fluoré     | -   | 38  | 16 |

À côté de multiples avantages, les EVF présentent un inconvénient majeur du fait de leur mode de vulcanisation, ce qui dans certains cas peut devenir un sérieux handicap pour leur utilisation. En effet les produits dégagés lors de l'hydrolyse peuvent produire la corrosion de certains substrats métalliques.
Les élastomères silicone différent des élastomères organiques. La différence la plus importante est le degré avec lequel les propriétés mécaniques dépendent du renforcement conféré par l'incorporation de certaines charges, la silice pyrogénée notamment : la contrainte à la rupture en traction peut être multipliée par 50. La sélection des charges (nature, pourcentage, granulométrie) est alors extrêmement importante.

#### Applications
Du fait de leur exceptionnel vieillissement et de leurs propriétés mécaniques uniques, les élastomères silicone n'ont pas cessé d'accroître leurs parts de marché dans une multitude d'applications dans les secteurs industriel, du bâtiment et grand public. Dans le passé, ils étaient considérés comme des spécialités exotiques, dont le coût justifiait leur application uniquement dans des cas où des très hautes performances étaient demandées.
L'élargissement de leur utilisation, dans les quinze dernières années, a rendu compétitifs ces produits dans de vastes secteurs, particulièrement lorsqu'on pondère leur prix, relativement élevé, par leurs propriétés supérieures. La demande dans le secteur industriel pour des produits haute performance n'a pas cessé de s'accroître.

##### Applications des élastomères silicone
(juillet 2007).
- Automobile, bâtiment, caoutchouc, chimie : joints in situ ; autres joints ; radiateurs ; visco-embrayages ; connecteurs ; phares ; filtres à air ; amortisseurs ; pare-chocs ; hydrofugation ; imprégnation de surfaces ; liants de peinture ; conservation de pierres ; mastics de jointement ; vitrage extérieur collé ; joints profilés ; couvre-joints ; agents de démoulage ; adjuvants plastiques ; articles moulés ; agrochimie ; industrie agroalimentaire ; industrie pétrolière ; détergents ; agents de lustrage ; industrie du pneu, etc.
- Construction mécanique ; cosmétiques ; électroménager ; électronique ; machines et installations ; appareils de mesure ; filtrage ; salles blanches ; batteries ; soins capillaires ; soins de la peau ; déodorants ; maquillage ; soins buccaux ; radiateurs tubulaires ; fers à repasser ; cuisinières ; pots en verre ; fours micro-ondes ; automobile grand public ; semi-conducteurs ; technologie photovoltaïque.
- Isolation métallurgie ; papier ; peinture et vernis ; tissu de verre/stratifié ; mica ; moteurs et générateurs ; électroaimants ; transformateurs ; éclairage ; coulée de précision ; enduction de tôles ; laitiers ; adjuvants de soudage ; papiers antiadhérents ; papiers intercalaires ; films ; adjuvants peintures ; peintures résistantes ; revêtements anticorrosion ; alkydes ; encres d'imprimerie.
- Pharmacie ; médecine ; plastiques ; reprographie ; textile et cuir ; substituts pharmaceutiques ; préparations diverses ; prothèses ; tubes divers ; soufflets de respiration ; moulage empreintes ; antiadhérents ; lubrifiants ; agents d'adhérence ; huile pour cylindres ; cylindres/rubans toner ; adoucissants ; hydrofugation ; antimousses ; agents d'accrochage ; agents d'ensimage.
- Transmissions ; transports (autres) ; isolateurs composites ; enduction d'isolateurs ; accessoires de câbles ; aéronautique ; astronautique ; construction navale ; chemin de fer.
- Moules souples.

Les élastomères silicone liquides (en) (sigle LSR pour liquid silicone rubber) sont quant à eux employés dans les secteurs de :
- l'automobile (tous types de joints) ;
- les sciences de la vie (pistons de seringue pour auto-administration, bouchons de fermeture pour système de distribution de fluide, joints d'étanchéité pour régulateurs de débits, système pédiatrique pour alimentation par voie entérale, masque respiratoire et harnais de maintien, chambres implantables pour administration par voie intraveineuse, etc.) ;
- la puériculture (bouts de sein, tétine de biberon, biberon surmoulé, coupelles d'allaitement, multi-portions pour Baby Cook, anneaux de dentition, etc.) ;
- l'optique (lentille circulaire, guide lumière, lentille Free Form, lentille de Fresnel, etc.) ;
- la cosmétique (brosse à mascara, packaging, moule de rouge à lèvres, applicateurs de maquillage, etc.) ;
- équipements de cuisine…

### Dans la lutte contre le feu
Des coupe-feux en mousse de silicone sont ou ont été utilisés dans les avions et en Amérique du Nord dans les bâtiments pour empêcher la propagation des flammes et de la fumée d'une pièce à l'autre en cas d'incendie (ils doivent alors respecter la législation sur le bâtiment).
Ils ont comme avantages d'être flexibles et de présenter une force diélectrique élevée, et comme inconvénients, d'être combustibles en produisant une épaisse fumée.
Ces coupe-feu en mousse de silicone ont fait l'objet de controverses et d'une attention de la presse en raison des fumées issues de la pyrolyse de leurs composants chimiques, de défauts de solidité et d'étanchéité au gaz.
De nombreux cas de problèmes ont été signalés, dont par des exploitants de centrale nucléaire de la Nuclear Regulatory Commission (NRC)

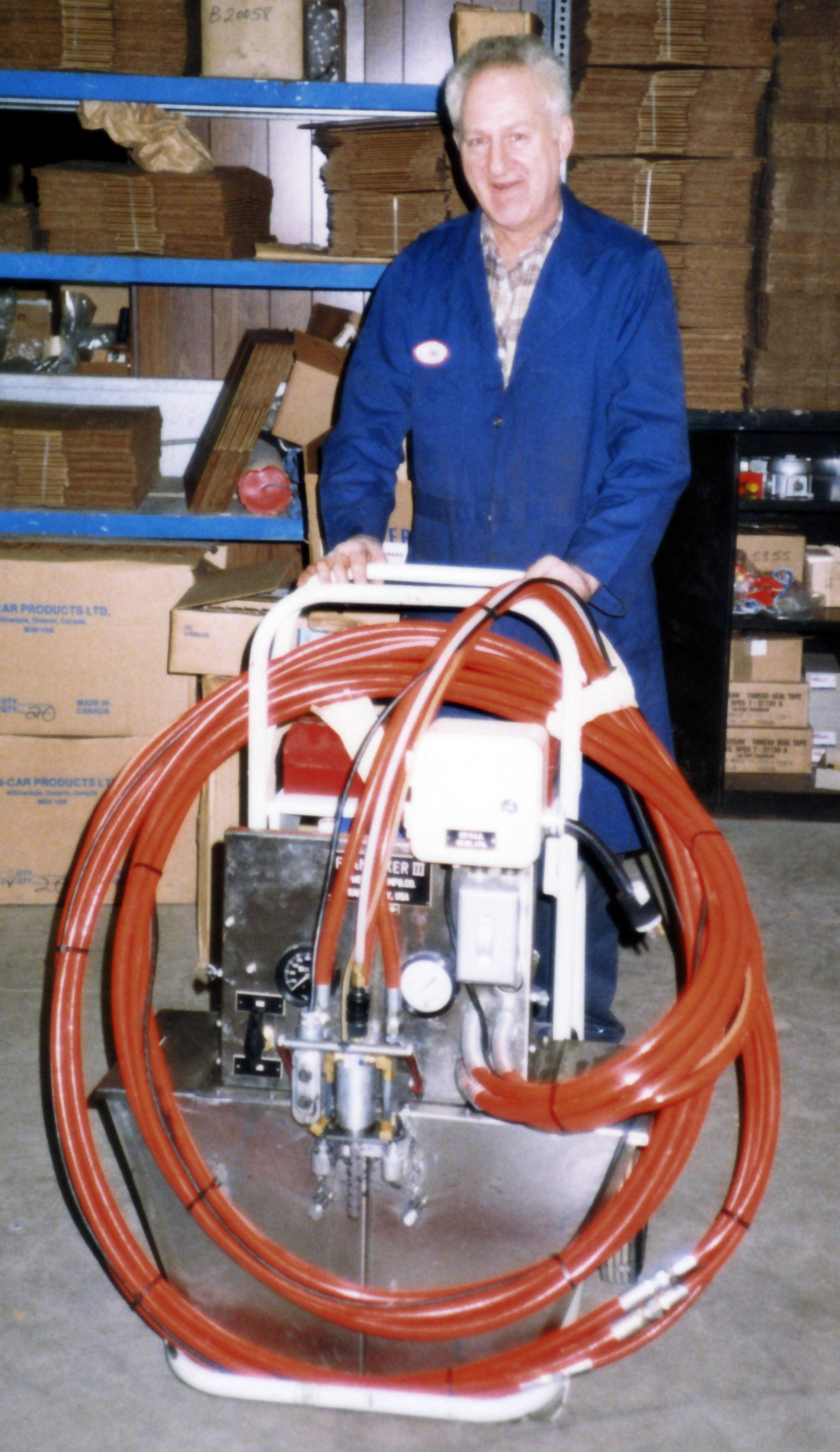
Pompe "foamfixer" pour application de matériaux en mousse de silicone (coupe-feu).
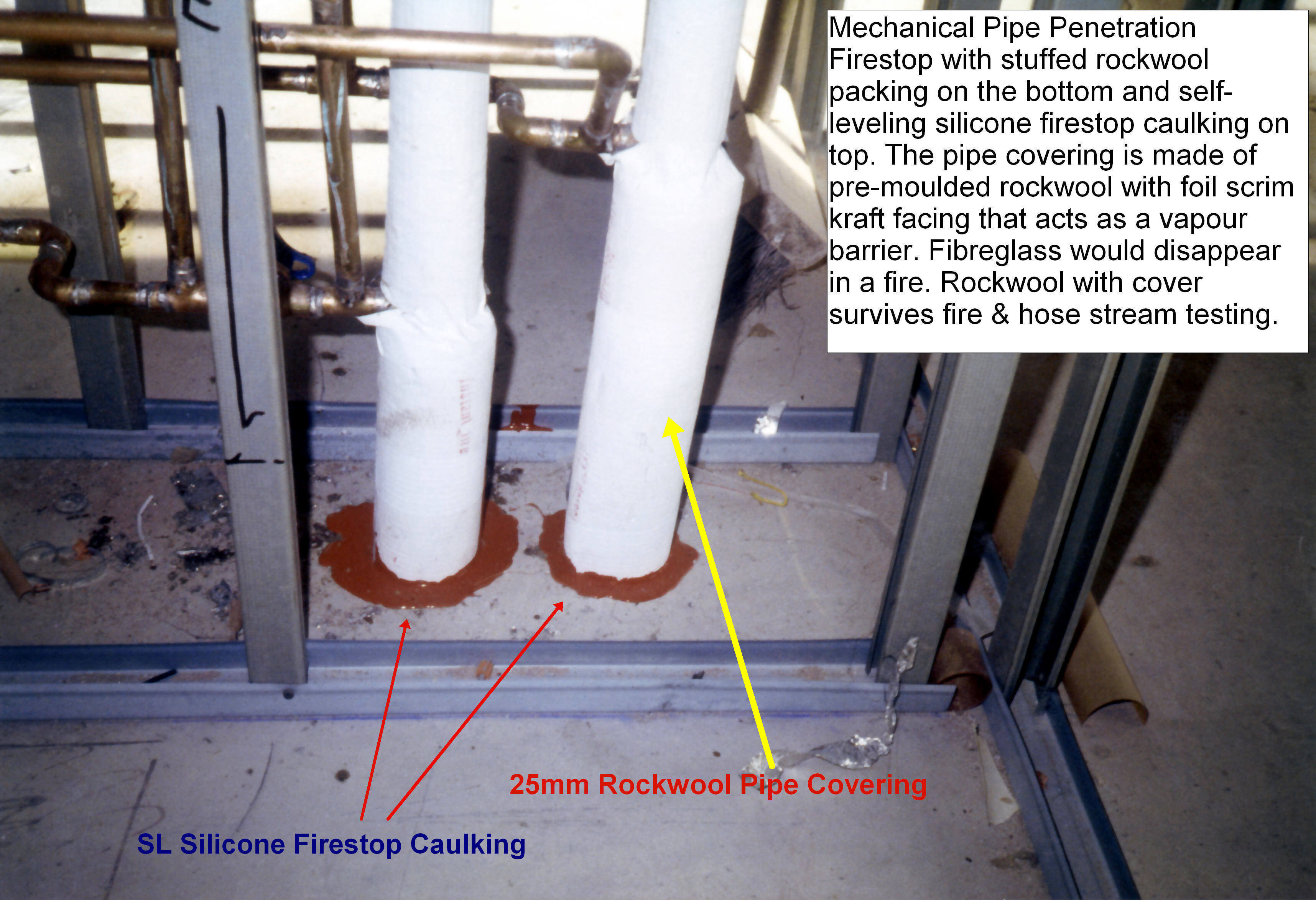
Coupe-feu auto-nivelant en mousse de silicone enrobant des pénétrations traversantes en cuivre dans un plancher béton (2h de résistance au feu).
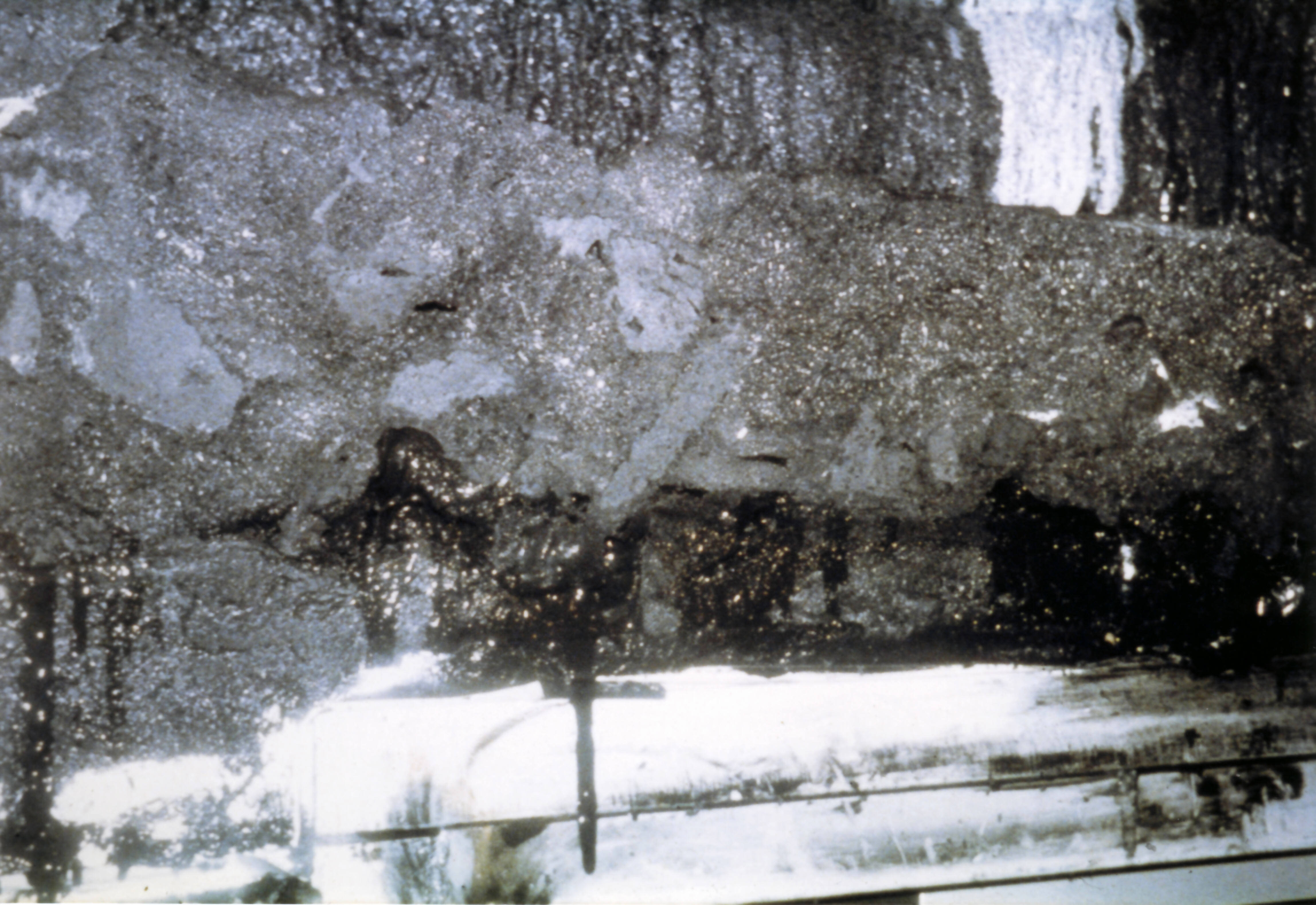
mauvaise installation de mousse de silicone (années 1980) au-dessus d'une porte coupe-feu

## Commerce
Depuis les années 1990, la production industrielle de silicone croît très rapidement (environ + 6 % par an de 1990 à 2010) selon le Centre européen des silicones (CES)).
En 2014, selon les douanes françaises, la France est importatrice nette de silicone[réf. nécessaire].
Le prix à l'import était d'environ 5 000 € par tonne.

## Dégradation et fin de vie des silicones
À ce jour[Quand ?], il n'existe pas d'obligation de recyclage, ni de responsabilité élargie du producteur (REP), ni même de filière de recyclage des silicones.[Où ?]
Leur utilisation croissante pose aussi la question de leur fin de vie et de leurs impacts environnementaux, car contrairement à une idée répandue, les silicones ne sont pas éternels : ils absorbent des huiles, ils se dégradent lentement par hydrolyse chimique (processus abiotique) et sous l'effet des ultraviolets solaires ou par des micro-organismes du sol (lente biodégradation dont les sous-produits et effets environnementaux sont encore mal connus). Les produits de dégradation intermédiaires connus sont des siloxanols et des silanols (DMSD principalement) et les produits finaux, du CO2 et des silicates inorganiques. Les siloxanes dispersés dans les déchets organiques, même à relativement faible dose, peuvent inhiber la méthanisation et dégrader certains éléments des méthaniseurs.
Il faut distinguer la dégradation rapide par procédé thermique qui forme du carbone et du dioxyde de carbone, de celle à vitesse lente qui formera des produits très différents. Dans ce dernier cas, des produits tels l'acide formique ou d'autres produits toxiques et polluants peuvent être émis .
Les siloxanes sont regroupés en trois classes, d'après leurs propriétés physico-chimiques[réf. incomplète] :
1. les polydiméthylsiloxane (ou PDMS), d'autant plus volatils et solubles que leur poids moléculaire est léger ; quand ils sont constitués d'au moins 10 atomes de silicium, on les considère comme non-volatils et insolubles dans l'eau dans les conditions de températures et de pression rencontrées dans la troposphère ;
2. les MSV qui, très hydrophobes, se fixent dans l'eau sur les matières en suspension ou passent des phases aqueuses au compartiment atmosphérique ;
3. les silanols.